# غوستافو فابيان لوبيز
غوستافو فابيان لوبيز (بالإسبانية: Gustavo Fabian Lopez)‏ (28 أبريل 1983 في الأرجنتين - ) هو لاعب كرة قدم أرجنتيني في مركز الوسط. لعب مع باراكاس سينترال وبودوتشنوست بودغوريتسا ولوس أنديس ونادي آريما كرونوس ونادي أتليتيكو ريفير بليت بورتو ريكو ونادي ترغكانو ونادي لانوس وPersela Lamongan ‏ ونادي أليانزا ‏ وHuracán de Comodoro Rivadavia ‏ وإستوديانتس دي ماردة ‏.

## وصلات خارجية
- غوستافو فابيان لوبيز على موقع قاعدة بيانات كرة القدم.إي يو (الإنجليزية)